# Rateau d'Aussois
Le Rateau d'Aussois est un sommet de France culminant à 3 128 mètres d'altitude dans la partie méridionale du massif de la Vanoise, dans les Alpes françaises, dans le département de la Savoie.

## Géographie
Ce volumineux sommet rocheux, pris entre le lac de Plan d'Aval (commune d'Aussois) à l'est et le vallon de l'Orgère (commune du Bourget) à l'ouest, fait partie d'un chaînon nord-sud qui s'étend de la pointe de Rosoire jusqu'au Rateau d'Aussois lui-même, en passant par la pointe de l'Échelle (3 418 m).

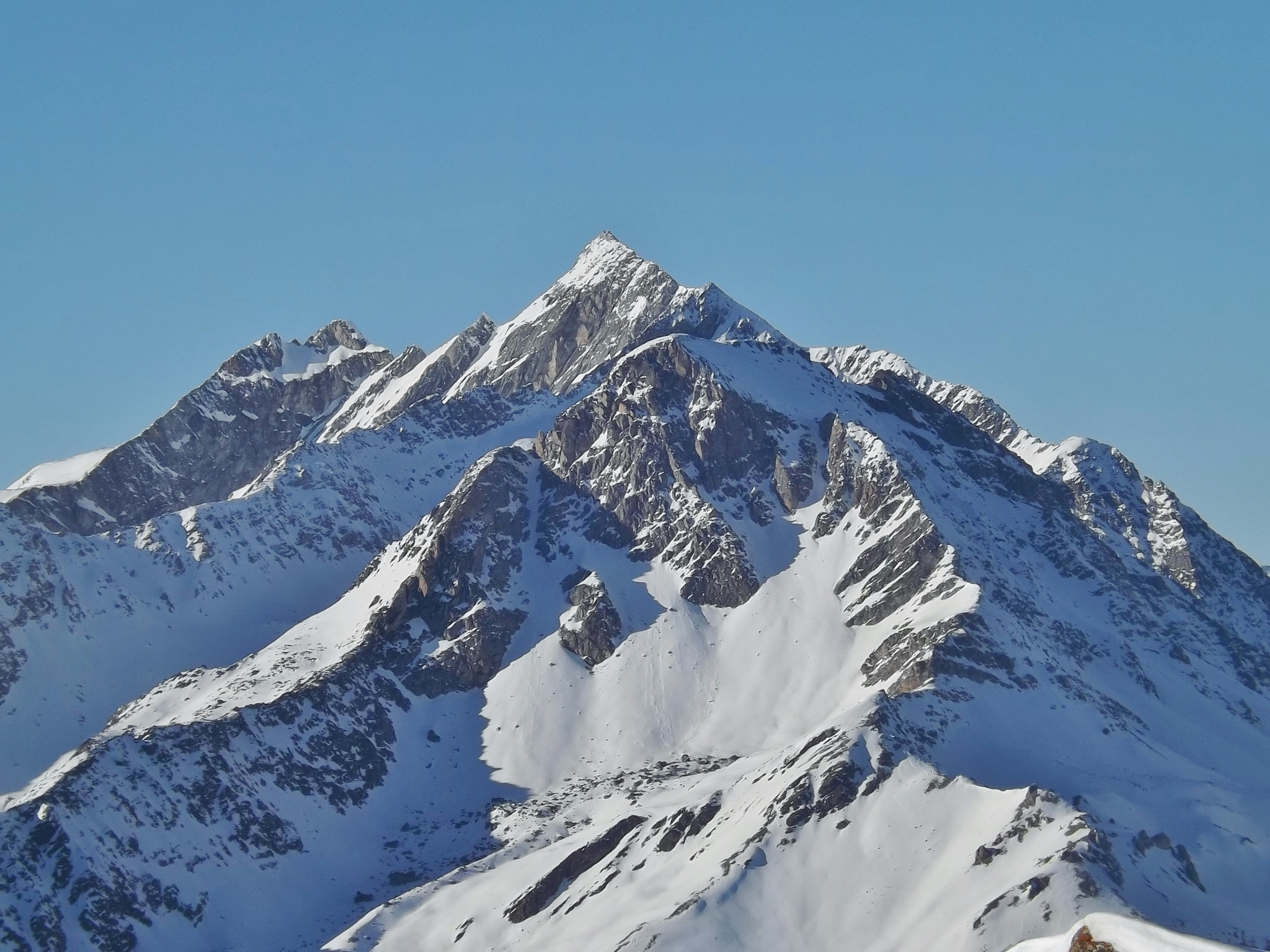
Vue hivernale du Rateau d'Aussois (au centre) dominé par la pointe de l'Échelle (à l'arrière-plan) depuis les hauteurs de La Norma.